# Tyrone Power Jr.

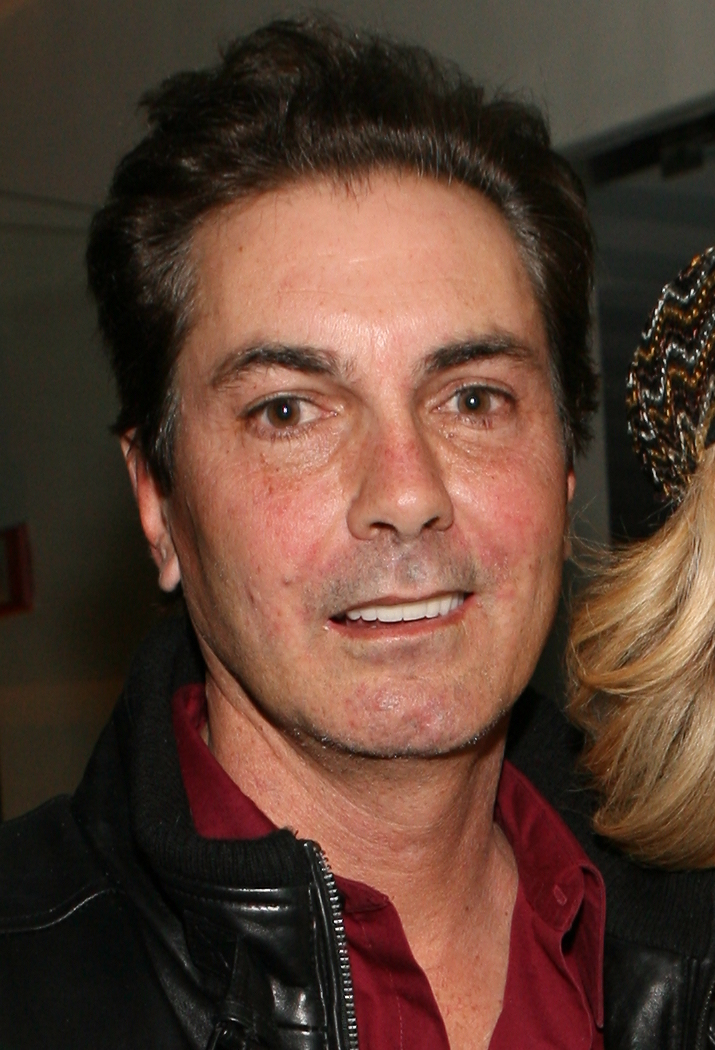
Tyrone Power Jr. (2011)

Tyrone William Power IV. (* 22. Januar 1959 in Los Angeles, Kalifornien), besser bekannt als Tyrone Power Jr., ist ein US-amerikanischer Schauspieler.

## Leben und Werk
Tyrone Power Jr. ist der einzige Sohn des Hollywoodstars Tyrone Power (III.) sowie dessen dritter Frau Deborah Ann Montgomery Minardos und entstammt damit einer Linie bekannter Film- und Theaterschauspieler. Sein Vater war bereits zwei Monate vor seiner Geburt plötzlich am Filmset während eines Fechtduells umgekommen und so wurde Tyrone Power IV. als Halbwaise im Cedars of Lebanon Hospital (dem heutigen Cedars-Sinai Medical Center) in Los Angeles geboren. Er ist der Halbbruder von Romina und Taryn Power, die aus der Ehe seines Vaters mit der Schauspielerin Linda Christian stammen. Romina und ihren Ehemann Al Bano lernte Power erst im Winter 1987 kennen. Gemeinsam nahmen sie 1988 das Lied A Miracle für das Album Fragile auf.
Powers Schauspielkarriere begann in den späten 1970er Jahren auf der Theaterbühne. Seine erste Rolle spielte er gemeinsam mit einem Freund in einem Shakespeare-Drama. Nach sieben Jahren Theaterschauspiel in kleinen und mittleren Stücken, wechselte er zum Film. Im Jahr 1985 war Power als Pillsbury im Film Cocoon erstmals auf der Leinwand zu sehen. Neben der Fortsetzung Cocoon II – Die Rückkehr folgten weitere Kinofilme und Auftritte in den Fernsehserien Cheers (1989) und Reich und Schön (2009).
Von 1995 bis 2003 war er mit der Schauspielerin DeLane Matthews verheiratet, die u. a. aus den Serien General Hospital, Nip/Tuck – Schönheit hat ihren Preis und der Sitcom Dave's Welt bekannt ist. Mit ihr hat er einen Sohn. Seit 2007 ist er mit der kanadischen Komikerin und Schauspielerin Carla Collins (* 1965) verheiratet.

## Filmografie (Auswahl)
- 1985: Cocoon
- 1988: Cocoon II – Die Rückkehr (Cocoon 2 – The Return)
- 1988: Shag – More Dancing (Shag)
- 1989: Cheers (Fernsehserie, 1 Folge)
- 1991: California Casanova
- 1992: Besessen bis zum Tod (Soulmates)
- 1994: Healer
- 1997: Hong Kong – Eine Liebe fürs Leben (Last Chance Love)
- 1999: California Myth
- 2001: The Beautiful Illusion
- 2002: Leaving the Land
- 2005: Lorelei: The Witch of the Pacific Ocean
- 2007: Love and Honor
- 2009: Mary-8
- 2010: Dreamkiller
- 2015: Mansion of Blood